# Pallud
Pallud és un municipi francès situat al departament de la Savoia i a la regió d'Alvèrnia-Roine-Alps. L'any 2017 tenia 780 habitants.

## Demografia

### Població
El 2007 la població de fet de Pallud era de 643 persones. Hi havia 258 famílies de les quals 52 eren unipersonals (32 homes vivint sols i 20 dones vivint soles), 107 parelles sense fills, 87 parelles amb fills i 12 famílies monoparentals amb fills.
La població ha evolucionat segons el següent gràfic:
Habitants censats

### Habitatges
El 2007 hi havia 310 habitatges, 259 eren l'habitatge principal de la família, 19 eren segones residències i 32 estaven desocupats. 283 eren cases i 26 eren apartaments. Dels 259 habitatges principals, 226 estaven ocupats pels seus propietaris, 27 estaven llogats i ocupats pels llogaters i 6 estaven cedits a títol gratuït; 6 tenien dues cambres, 37 en tenien tres, 62 en tenien quatre i 154 en tenien cinc o més. 254 habitatges disposaven pel capbaix d'una plaça de pàrquing. A 83 habitatges hi havia un automòbil i a 168 n'hi havia dos o més.

## Economia
El 2007 la població en edat de treballar era de 438 persones, 320 eren actives i 118 eren inactives. De les 320 persones actives 305 estaven ocupades (172 homes i 133 dones) i 16 estaven aturades (5 homes i 11 dones). De les 118 persones inactives 53 estaven jubilades, 28 estaven estudiant i 37 estaven classificades com a «altres inactius».

### Ingressos
El 2009 a Pallud hi havia 264 unitats fiscals que integraven 645,5 persones, la mediana anual d'ingressos fiscals per persona era de 21.785 €.

### Activitats econòmiques
Dels 21 establiments que hi havia el 2007, 11 eren d'empreses de construcció, 2 d'empreses de comerç i reparació d'automòbils, 1 d'una empresa de transport, 1 d'una empresa d'hostatgeria i restauració, 1 d'una empresa immobiliària, 1 d'una empresa de serveis, 3 d'entitats de l'administració pública i 1 d'una empresa classificada com a «altres activitats de serveis».
Dels 7 establiments de servei als particulars que hi havia el 2009, 1 era un paleta, 2 guixaires pintors, 2 fusteries i 2 lampisteries.
L'any 2000 a Pallud hi havia 21 explotacions agrícoles que ocupaven un total de 228 hectàrees.

## Equipaments sanitaris i escolars
El 2009 hi havia una escola elemental.